# Racing Club de Tunis
El Racing Club de Tunis fou un club de futbol tunisià de la ciutat de Tunis. Va ser fundat el 15 de setembre de 1904 amb el nom de Football Club de Tunis. Canvià a Racing Club l'11 de maig de 1905. Els seus colors eren el blanc i el negre.

## Palmarès
- Lliga tunisiana de futbol[4]
  - 1907, 1908-09, 1910-11, 1913-14, 1919-20, 1920-21, 1921-22, 1924-25

- Copa tunisiana de futbol[5]
  - 1924, 1932

- Campionat d'Àfrica del Nord de futbol:[6]
  - 1920